# Techland
Techland Sp. z oo este un dezvoltator  și  publicator de jocuri video din Polonia, fondat în 1991 de Paweł Marchewka. A creat first-person shooter-ul cu temă western , Call of Juarez (2006) și prequelul său, Call of Juarez: Bound in Blood (2009), precum și jocurile video survival horror, în first-person, Insula moartă (2011) și Dying Light (2015) .  Compania are sediul central în Ostrów Wielkopolski, în centrul Poloniei și are birouri în Wrocław și Varșovia . 
Primul titlu al companiei Techland ca publicator de jocuri a fost Torment: Tides of Numenera, lansat în februarie 2017. 

## Istorie
Techland a început ca distribuitor de programe informatice și a creat Prawo Krwi, primul joc dezvoltat intern, în 1995. Techland a lansat first-person shooter-ul sci-fi Chrome în 2003. Un prequel intitulat Chrome: Specforce a fost lansat în 2005. Techland a dezvoltat de asemenea și jocuri cu mașini, inclusiv jocuri rally simulation (care implică curse de raliu) precum Xpand Rally și Xpand Rally Xtreme și Volkswagen, licențiate GTI Racing (2006). Înainte de acestea, Techland a mai creat un joc de racing, intitulat Pet Racer, care a fost lansat în 2002 de către Big City Games și distribuit maselor în mare parte prin cutiile de cereale. 
Motorul de joc, Chrome Engine, al companiei Techland, din 2003, a fost dezvoltat în continuare. Chrome Engine 4 a fost finalizat în 2006 și a oferit compatibilitate pentru PlayStation 3. 
În 2011, Techland a lansat jocul open world survival horror, Dead Island . Continuarea sa, Riptide a apărut în 2013. 
În 2015, Techland a lansat Dying Light, un joc first-person survival horror pentru PlayStation 4, Xbox One și Microsoft Windows . Un dlc pentru joc, intitulat Dying Light: The Following, a fost lansat în februarie 2016. 
Pe 30 martie 2018, Call of Juarez: The Cartel și Call of Juarez: Gunslinger au fost amândouă retrase de pe Steam, Xbox Live și PlayStation Network, citând o dispută de publicare cu Ubisoft .   Call of Juarez: Gunslinger a revenit pe aceste platforme în aprilie 2018, cu Techland ca unic publicator.   Cu toate acestea, din aprilie 2019, Call of Juarez: The Cartel nu a revenit la anumite platforme online, precum Steam. 

## Jocuri notabile
- Seria Call of Juarez, alcătuită din jocul original Call of Juarez, urmat de Call of Juarez: Bound in Blood, Call of Juarez: The Cartel și Call of Juarez: Gunslinger.

- Dying Light și dlc-ul acestuia, Dying Light: The Following.